# Samuel Metzger
Samuel Metzger (* 11. Januar 1972 in Rochester, New York) ist ein US-amerikanischer Organist und Komponist.

## Ausbildung
Samuel Metzger wurde als Sohn von Karl H. Metzger und seiner Frau Louise in Rochester, New York, geboren und wuchs in Nordarizona auf, wo sein Vater als Pastor und Missionar bei den Navajo-Indianern arbeitete. Im Alter von elf Jahren begann Metzger mit dem Klavierunterricht und wurde an der Preparatory School of Music der Arizona State University in Flagstaff angenommen, wo er bei Marilyn Brandon lernte. Als Schüler an der Shadow Mountain High School in Phoenix, Arizona, studierte er bei Royce Johnson an der University of Arizona in Tucson. Nach dem Schulabschluss studierte er seit 1990 mit einem Regents Scholarship an der Arizona State University bei Robert Clark und graduierte als „Most Outstanding Undergraduate in Performance.“ 1995 setzte er seine Studien mit einem Fulbright-Stipendium an der Hochschule für Musik und Darstellende Kunst in Stuttgart fort, wo er Schüler von Jon Laukvik wurde und als Organist an der Lutherkirche in Stuttgart-Feuerbach und mit dem Stadtkirchenchor Ludwigsburg spielte. 1997 schloss er sein Künstlerisches Aufbaustudium (KA) ab und studierte anschließend bei Marie-Claire Alain in St. Germain-en-Laye (Frankreich).
Im Januar 2003 kehrte Metzger als Senior Organist der Coral Ridge Presbyterian Church in Fort Lauderdale, Florida, in die USA zurück. Nach sechseinhalb Jahren wechselte er als Senior Organist an die New Presbyterian Church in Pompano Beach, Florida. Seither gibt er regelmäßig internationale Orgelkonzerte; 2005 spielte er das Einweihungskonzert auf der restaurierten Orgel der Dresdner Kreuzkirche. Seit März 2014 war Metzger Musikdirektor an der Second Presbyterian Church (EPC) in Memphis, Tennessee; seit Juli 2022 ist er Organist an der Covenant Presbyterian Church (PCA) in Nashville, Tennessee.
Metzger initiierte das TV-Programm Coral Ridge Hour, das in den USA wöchentlich bis zu drei Millionen Zuschauer erreichte und in 202 Länder übertragen wurde.

## Diskografie
Metzger machte Aufnahmen an diversen bekannten Orgeln in den USA und in Europa. Seine Musik umfasst Aufnahmen für Orgel und Orchester, Bläser und Orgel, Cello und Orgel, viele Orgelmeisterwerke und Arrangements von Hymnen.
- Fanfare! (2005)
- Toccata! (2007)
- Joy of the World (2007)
- King of Instruments (2008)
- Majesty and Glory (2009)
- Prayer and Meditation (2011)

## Werke
Metzger hat fünf Bücher und zahlreiche Solowerke für Orgel verfasst.
- The Coral Ridge Festival Hymn Collection, Vol. 1
- The Festival Hymn Collection, Vol. 2
- The Festival Hymn Collection, Vol. 3
- Transcriptions for the Symphonic Organ, Vol. 1
- Transcriptions for the Symphonic Organ, Vol. 2